# پارک ملی بالکان مرکزی
پارک ملی بالکان مرکزی (به لاتین: Central Balkan National Park) یک پارک ملی در بلغارستان است که در Balkan Mountains, Bulgaria واقع شده‌است.